# Coppa di Danimarca 2019-2020 (pallavolo femminile)
La Coppa di Danimarca 2019-2020 si è svolta dall'11 novembre 2019 al 22 febbraio 2020: al torneo hanno partecipato tredici squadre di club danesi e la vittoria finale è andata per la quattordicesima volta all'Holte.

## Regolamento
Le squadre hanno disputato ottavi di finale, quarti di finale, semifinali e finale.

## Squadre partecipanti
| - Aalborg - Amager - Brøndby - DTU - Elite Aarhus - Fortuna Odense - Frederiksberg | - Gentofte - Holte - Ikast - Køge - Nordenskov - Vestsjælland |

## Torneo

### Tabellone
|  | Ottavi di finale | Ottavi di finale |  |  | Quarti di finale | Quarti di finale |  |              | Semifinali | Semifinali |          |                 | Finale          | Finale |
|  |                  |                  |  |  |                  |                  |  |              |            |            |          |                 |                 |        |
|  |                  |                  |  |  | Elite Aarhus     | 3                |  |              |            |            |          |                 |                 |        |
|  |                  |                  |  |  | Elite Aarhus     | 3                |  |              |            |            |          |                 |                 |        |
|  | Frederiksberg    | 0                |  |  | Fortuna Odense   | 0                |  |              |            |            |          |                 |                 |        |
|  | Frederiksberg    | 0                |  |  | Fortuna Odense   | 0                |  |              |            |            |          |                 |                 |        |
|  | Fortuna Odense   | 3                |  |  |                  |                  |  | Elite Aarhus | 3          |            |          |                 |                 |        |
|  | Fortuna Odense   | 3                |  |  |                  |                  |  | Elite Aarhus | 3          |            |          |                 |                 |        |
|  | Nordenskov       | 0                |  |  |                  |                  |  |              | Gentofte   | 2          |          |                 |                 |        |
|  | Nordenskov       | 0                |  |  |                  |                  |  |              | Gentofte   | 2          |          |                 |                 |        |
|  | Gentofte         | 3                |  |  | Gentofte         | 3                |  |              |            |            |          |                 |                 |        |
|  | Gentofte         | 3                |  |  |                  | 3                |  |              |            |            |          |                 |                 |        |
|  | DTU              | 0                |  |  | Køge             | 2                |  |              |            |            |          |                 |                 |        |
|  | DTU              | 0                |  |  |                  |                  |  |              |            |            |          |                 |                 |        |
|  | Køge             | 3                |  |  |                  |                  |  |              |            |            |          | Elite Aarhus    | 0               |        |
|  | Køge             | 3                |  |  |                  |                  |  |              |            |            |          | Elite Aarhus    | 0               |        |
|  | Amager           | 3                |  |  |                  |                  |  |              |            |            |          |                 | Holte           | 3      |
|  | Amager           | 3                |  |  |                  |                  |  |              |            |            |          |                 | Holte           | 3      |
|  | Ikast            | 0                |  |  | Amager           | 1                |  |              |            |            |          |                 |                 |        |
|  | Ikast            | 0                |  |  |                  |                  |  |              |            |            |          |                 |                 |        |
|  |                  |                  |  |  | Holte            | 3                |  |              |            |            |          | Finale 3° posto | Finale 3° posto |        |
|  |                  |                  |  |  | Holte            | 3                |  |              |            |            |          |                 |                 |        |
|  |                  |                  |  |  |                  |                  |  | Holte        | 3          |            | Gentofte | 2               |                 |        |
|  |                  |                  |  |  |                  |                  |  | Holte        | 3          |            | Gentofte | 2               |                 |        |
|  | Aalborg          | 0                |  |  |                  |                  |  |              | Brøndby    | 2          |          |                 | Brøndby         | 3      |
|  | Aalborg          | 0                |  |  |                  |                  |  |              | Brøndby    | 2          |          |                 | Brøndby         | 3      |
|  | Vestsjælland     | 3                |  |  | Vestsjælland     | 0                |  |              |            |            |          |                 |                 |        |
|  | Vestsjælland     | 3                |  |  | Vestsjælland     | 0                |  |              |            |            |          |                 |                 |        |
|  |                  |                  |  |  | Brøndby          | 3                |  |              |            |            |          |                 |                 |        |
|  |                  |                  |  |  | Brøndby          | 3                |  |              |            |            |          |                 |                 |        |

### Risultati

#### Ottavi di finale
| 11 novembre 2019 Sundbyhal 2, Copenaghen Durata: 0h:56 - Spettatori: 140         | Amager        | 3 - 0 | Ikast          | 15-25, 15-25, 9-15  |
| 11 novembre 2019 Engelsborghallen, Lyngby-Taarbæk Durata: 0h:57 - Spettatori: 98 | DTU           | 0 - 3 | Køge           | 16-25, 13-25, 15-25 |
| 17 novembre 2019 Helle Hallen, Varde Durata: 0h:46 - Spettatori: 50              | Nordenskov    | 0 - 3 | Gentofte       | 6-25, 9-25, 19-25   |
| 20 novembre 2019 Bülowsvejhallen, Frederiksberg Durata: 1h:02 - Spettatori: 90   | Frederiksberg | 0 - 3 | Fortuna Odense | 12-25, 12-25, 17-25 |
| 22 novembre 2019 Aalborg Stadionhal, Aalborg Durata: 1h:00 - Spettatori: 65      | Aalborg       | 0 - 3 | Vestsjælland   | 14-25, 20-25, 15-25 |

#### Quarti di finale
| 23 gennaio 2020 Korsørhallen, Slagelse Durata: 1h:00 - Spettatori: 82        | Vestsjælland | 0 - 3 | Brøndby        | 19-25, 18-25, 15-25               |
| 23 gennaio 2020 Kildeskovshal 1, Gentofte Durata: 2h:04 - Spettatori: 105    | Gentofte     | 3 - 2 | Køge           | 20-25, 25-27, 25-23, 25-19, 16-14 |
| 25 gennaio 2020 Århus Gl. Stadionhal, Aarhus Durata: 1h:05 - Spettatori: 160 | Elite Aarhus | 3 - 0 | Fortuna Odense | 25-18, 25-17, 25-15               |
| 26 gennaio 2020 Sundbyhal 2, Copenaghen Durata: 1h:35 - Spettatori: 220      | Amager       | 1 - 3 | Holte          | 9-25, 12-25, 25-21, 8-25          |

#### Semifinali
| 21 febbraio 2020 Ceres Park hal 1, Aarhus Durata: 1h:55 - Spettatori: 350 | Holte        | 3 - 2 | Brøndby  | 18-25, 24-26, 25-23, 25-18, 15-8  |
| 21 febbraio 2020 Ceres Park hal 1, Aarhus Durata: 2h:01 - Spettatori: 400 | Elite Aarhus | 3 - 2 | Gentofte | 21-25, 25-19, 25-21, 23-25, 15-11 |

#### Finale 3º posto
| 22 febbraio 2020 Ceres Park hal 1, Aarhus Durata: 1h:53 - Spettatori: 325 | Gentofte | 2 - 3 | Brøndby | 25-23, 25-21, 24-26, 22-25, 10-15 |

#### Finale
| 22 febbraio 2020 Ceres Park hal 1, Aarhus Durata: 1h:15 - Spettatori: 575 | Elite Aarhus | 0 - 3 | Holte | 19-25, 14-25, 16-25 |

## Statistiche
| Rendimento individuale | Rendimento individuale | Rendimento individuale | Rendimento individuale |
| Pos.                   | Nome                   | Punti                  | Squadra                |
| ---------------------- | ---------------------- | ---------------------- | ---------------------- |
| 1                      | Sofia Bisgaard         | 79                     | Brøndby                |
| 2                      | Charlene Johnsen       | 78                     | Gentofte               |
| 3                      | Frederikke Krogh       | 55                     | Elite Aarhus           |
| 4                      | Mathilde Jeppesen      | 45                     | Gentofte               |
| 5                      | Jaime Kosiorek         | 41                     | Brøndby                |
| 5                      | Mikala Mogensen        | 41                     | Holte                  |
| 5                      | Schaudt Laura          | 41                     | Holte                  |

| Attacchi vincenti | Attacchi vincenti | Attacchi vincenti | Attacchi vincenti |
| Pos.              | Nome              | Punti             | Squadra           |
| ----------------- | ----------------- | ----------------- | ----------------- |
| 1                 | Charlene Johnsen  | 69                | Gentofte          |
| 2                 | Sofia Bisgaard    | 66                | Brøndby           |
| 3                 | Frederikke Krogh  | 50                | Elite Aarhus      |
| 4                 | Mathilde Jeppesen | 41                | Gentofte          |
| 5                 | Jaime Kosiorek    | 38                | Brøndby           |
| 5                 | Mikala Mogensen   | 38                | Holte             |

| Muri vincenti | Muri vincenti      | Muri vincenti | Muri vincenti |
| Pos.          | Nome               | Punti         | Squadra       |
| ------------- | ------------------ | ------------- | ------------- |
| 1             | Teresa Nielsen     | 8             | Elite Aarhus  |
| 2             | Sophia Andersen    | 7             | Holte         |
| 2             | Laura Thomsen      | 7             | Gentofte      |
| 2             | Sofie Østerberg    | 7             | Gentofte      |
| 5             | Sofia Bisgaard     | 6             | Brøndby       |
| 5             | Amalie Lachenmeier | 6             | Holte         |

| Battute vincenti | Battute vincenti   | Battute vincenti | Battute vincenti |
| Pos.             | Nome               | Punti            | Squadra          |
| ---------------- | ------------------ | ---------------- | ---------------- |
| 1                | Amalie Lachenmeier | 9                | Holte            |
| 2                | Sofia Bisgaard     | 7                | Brøndby          |
| 3                | Charlene Johnsen   | 5                | Gentofte         |
| 3                | Caroline Krogh     | 5                | Elite Aarhus     |
| 3                | Frederikke Krogh   | 5                | Elite Aarhus     |